# تاغسشاو
تاغسشاو (بالألمانية: Tagesschau) هي خدمة إخبارية تلفزيونية وطنية ودولية ألمانية تنتجها هيئة التحرير فيARD-aktuelll لصالح شبكة التلفزيون العامة الألمانية ARD.